# Next Top Model by Cătălin Botezatu (mùa 3)
Next Top Model by Cătălin Botezatu, Mùa 3 là mùa đầu ba của Next Top Model by Cătălin Botezatu được phát sóng vào ngày 20 tháng 9 năm 2012.
Cuộc thi một lần nữa được host bởi nhà thiết kế thời trang Cătălin Botezatu. Ban giám khảo của mùa này vẫn là nghệ sĩ trang điểm Mirela Vascan, nhà tạo mẫu tóc Laurent Tourette và quản lý người mẫu Liviu Ionescu.
Người chiến thắng là Ramona Popescu, 22 tuổi từ Bucharest. Giải thưởng của cô là 1 hợp đồng người mẫu với MRA Models trong 4 năm và giải thưởng tiền mặt trị giá €70.000.

## Các thí sinh
(Tuổi tính từ ngày dự thi)
| Thí sinh            | Tuổi | Chiều cao               | Quê quán          | Bị loại ở | Hạng         |
| ------------------- | ---- | ----------------------- | ----------------- | --------- | ------------ |
| Veronica Cazac      | 18   |                         | Chișinău, Moldova | Tập 1     | 17 (bỏ cuộc) |
| Silvana Anghel      | 15   | 1,80 m (5 ft 11 in)     | Onești            | Tập 2     | 16           |
| Bianca Taban        | 20   | 1,73 m (5 ft 8 in)      | Bucharest         | Tập 3     | 15–14        |
| Diana Luca          | 15   | 1,78 m (5 ft 10 in)     | Piatra Neamț      | Tập 3     | 15–14        |
| Andreea Grecu       | 19   | 1,79 m (5 ft 10+1⁄2 in) | Chișinău, Moldova | Tập 4     | 13           |
| Ruxandra Postatny   | 18   | 1,77 m (5 ft 9+1⁄2 in)  | Teiuș             | Tập 5     | 12           |
| Victoria Cartiră    | 14   | 1,78 m (5 ft 10 in)     | Chișinău, Moldova | Tập 7     | 11           |
| Alexandra Urs       | 21   | 1,76 m (5 ft 9+1⁄2 in)  | Alesd             | Tập 8     | 10–9         |
| Diana Zamfir        | 17   | 1,77 m (5 ft 9+1⁄2 in)  | Pitești           | Tập 8     | 10–9         |
| Sînziana Cozorici   | 16   | 1,75 m (5 ft 9 in)      | Suceava           | Tập 9     | 8            |
| Otilia Cioșă        | 20   | 1,80 m (5 ft 11 in)     | Timișoara         | Tập 11    | 7            |
| Lavinia Furtună     | 17   | 1,75 m (5 ft 9 in)      | Botoșani          | Tập 12    | 6            |
| Cristina Iordache   | 23   | 1,80 m (5 ft 11 in)     | Buzău             | Tập 13    | 5–4          |
| Laura Iordache      | 23   | 1,82 m (5 ft 11+1⁄2 in) | Buzău             | Tập 13    | 5–4          |
| Barbara Langellotti | 20   | 1,75 m (5 ft 9 in)      | Piatra Neamț      | Tập 14    | 3–2          |
| Denisa Ciocoiu      | 19   | 1,82 m (5 ft 11+1⁄2 in) | Turnu Măgurele    | Tập 14    | 3–2          |
| Ramona Popescu      | 22   | 1,76 m (5 ft 9+1⁄2 in)  | Bucharest         | Tập 14    | 1            |

## Thứ tự gọi tên
| 1  | Victoria  | Denisa    | Otilia          | Victoria  | Barbara   | Cristina                            | Otilia    | Barbara            | Otilia   | Barbara         | Ramona   | Denisa   | Ramona         | Ramona         |  |  |  |  |  |  |  |  |  |  |  |  |  |  |
| 2  | Silvana   | Ramona    | Lavinia         | Laura     | Sînziana  | Ramona                              | Denisa    | Sînziana           | Barbara  | Laura           | Barbara  | Ramona   | Denisa         | Barbara Denisa |  |  |  |  |  |  |  |  |  |  |  |  |  |  |
| 3  | Ruxandra  | Alexandra | Cristina        | Ruxandra  | Victoria  | Laura                               | Ramona    | Laura              | Ramona   | Ramona          | Laura    | Barbara  | Barbara        | Barbara Denisa |  |  |  |  |  |  |  |  |  |  |  |  |  |  |
| 4  | Ramona    | Lavinia   | Ramona          | Ramona    | Diana Z.  | Otilia                              | Diana Z.  | Denisa             | Laura    | Lavinia         | Cristina | Cristina | Cristina Laura |                |  |  |  |  |  |  |  |  |  |  |  |  |  |  |
| 5  | Lavinia   | Diana Z.  | Andreea         | Alexandra | Lavinia   | Diana Z.                            | Lavinia   | Cristina           | Lavinia  | Denisa          | Lavinia  | Laura    | Cristina Laura |                |  |  |  |  |  |  |  |  |  |  |  |  |  |  |
| 6  | Diana L.  | Otilia    | Diana Z.        | Denisa    | Cristina  | Denisa                              | Cristina  | Otilia             | Cristina | Cristina Otilia | Denisa   | Lavinia  |                |                |  |  |  |  |  |  |  |  |  |  |  |  |  |  |
| 7  | Cristina  | Diana L.  | Barbara         | Otilia    | Laura     | Barbara                             | Barbara   | Lavinia            | Denisa   | Cristina Otilia | Otilia   |          |                |                |  |  |  |  |  |  |  |  |  |  |  |  |  |  |
| 8  | Laura     | Cristina  | Denisa          | Diana Z.  | Ramona    | Alexandra Lavinia Sînziana Victoria | Sînziana  | Ramona             | Sînziana |                 |          |          |                |                |  |  |  |  |  |  |  |  |  |  |  |  |  |  |
| 9  | Diana Z.  | Bianca    | Sînziana        | Sînziana  | Denisa    | Alexandra Lavinia Sînziana Victoria | Alexandra | Alexandra Diana Z. |          |                 |          |          |                |                |  |  |  |  |  |  |  |  |  |  |  |  |  |  |
| 10 | Alexandra | Victoria  | Alexandra       | Barbara   | Otilia    | Alexandra Lavinia Sînziana Victoria | Laura     | Alexandra Diana Z. |          |                 |          |          |                |                |  |  |  |  |  |  |  |  |  |  |  |  |  |  |
| 11 | Sînziana  | Ruxandra  | Ruxandra        | Cristina  | Alexandra | Alexandra Lavinia Sînziana Victoria | Victoria  |                    |          |                 |          |          |                |                |  |  |  |  |  |  |  |  |  |  |  |  |  |  |
| 12 | Denisa    | Andreea   | Laura           | Lavinia   | Ruxandra  |                                     |           |                    |          |                 |          |          |                |                |  |  |  |  |  |  |  |  |  |  |  |  |  |  |
| 13 | Barbara   | Barbara   | Victoria        | Andreea   |           |                                     |           |                    |          |                 |          |          |                |                |  |  |  |  |  |  |  |  |  |  |  |  |  |  |
| 14 | Veronica  | Laura     | Bianca Diana L. |           |           |                                     |           |                    |          |                 |          |          |                |                |  |  |  |  |  |  |  |  |  |  |  |  |  |  |
| 15 | Otilia    | Sînziana  | Bianca Diana L. |           |           |                                     |           |                    |          |                 |          |          |                |                |  |  |  |  |  |  |  |  |  |  |  |  |  |  |
| 16 | Andreea   | Silvana   |                 |           |           |                                     |           |                    |          |                 |          |          |                |                |  |  |  |  |  |  |  |  |  |  |  |  |  |  |

     Thí sinh bị loại
     Thí sinh được miễn loại
     Thí sinh không bị loại khi rơi vào cuối bảng
     Thí sinh chiến thắng cuộc thi
- Trong tập 1, Bianca được tham gia cuộc thi vì có 1 thí sinh dừng cuộc thi.
- Trong tập 3, Laura đã không tham gia buổi chụp ảnh. Bianca & Diana L. đều bị loại khi rơi vào cuối bảng.
- Trong tập 5, Barbara, Cristina, Diana Z, Lavinia, Sânziana & Victoria được miễn loại sau khi đội của họ giành chiến thắng thử thách.
- Trong tập 6, Alexandra, Lavinia, Sânziana, và Victoria rơi vào cuối bảng nhưng không ai trong số họ đã bị loại.
- Trong tập 8, Alexandra, Diana Z. & Ramona rơi vào cuối bảng. Cătălin trao bức ảnh cuối cùng cho Ramona và loại Alexandra và Diana Z..
- Trong tập 10, Cristina & Otilia rơi vào cuối bảng. Cătălin tiết lộ rằng không ai trong số họ sẽ bị loại khỏi cuộc thi.
- Trong tập 13, Barbara, Cristina & Laura rơi vào cuối bảng. Cătălin trao bức ảnh cuối cùng cho Barbara và loại Cristina & Laura.

### Buổi chụp hình
- Tập 1: Ảnh thẻ mini toàn thân (Casting)
- Tập 2: Adam và Eva với con Trăn
- Tập 3: Khỏa thân đằng sau bức tường đá
- Tập 4: Nữ công nhân xây dựng
- Tập 5: Thiên thần và ác quỷ trên xe máy
- Tập 6: Tạo dáng trong đầm dạ hội đen ở Mykonos
- Tập 7: Nàng tiên cá ở bãi biển
- Tập 8: Những bức tượng đá Hy Lạp
- Tập 9: Hóa thân thành Cruella de Vil
- Tập 10: Nữ thần Aphrodite ở thác nước
- Tập 11: Pin-up
- Tập 12: Chơi đánh gôn với người mẫu nam
- Tập 13: Bạch Tuyết
- Tập 14: Chúa tể của những chiếc nhẫn; Câu chuyện thần tiên của người mẫu